# مايك دار
مايك دار (بالإنجليزية: Mike Darr) هو لاعب كرة قاعدة أمريكي، ولد في 21 مارس 1976 في كورونا في الولايات المتحدة، وتوفي في 15 فبراير 2002 في بيوريا في الولايات المتحدة.

## وصلات خارجية
- مايك دار على موقعبيزبول رفرنس.كوم (الدوري الرئيسي) (الإنجليزية)
- مايك دار على موقعبيزبول رفرنس.كوم (الدوري الثانوي) (الإنجليزية)
- مايك دار على موقع مشجعي الرسوم البيانية (الإنجليزية)